# Liou Jen-tung
Liou Jen-tung, čínsky pchin-jinem Liú Yándōng, znaky zjednodušené 刘延东, tradiční 劉延東 (* 22. listopadu 1945 Chuaj-an) je bývalá čínská komunistická politička, původně chemická inženýrka po roce 1980 přešla do vedení mládežnických organizací a komunistické strany. Byla členkou sekretariátu Komunistického svazu mládeže Číny a místopředsedkyní (1982–1985) a předsedkyní (1985–1995) Všečínské federace mládeže; poté zástupkyní vedoucího (1991–2002) a vedoucí (2002–2007) oddělení jednotné fronty ÚV KS Číny a současně místopředsedkyní celostátního výboru Čínského lidového politického poradního shromáždění (2003–2008). Poté přešla do vlády jako státní poradkyně státní rady (2008–2013) a místopředsedkyně státní rady (vlády) pro kulturu, vědu, vzdělání a sport. Působila i ve vedení Komunistické strany Číny jako kandidátka (1997–2002) a členka (2002–2017) ústředního výboru a členka politbyra (2007–2017).

## Život
Liou Jen-tung se narodila 22. listopadu 1945 v Nan-tchungu na jihu provincie Ťiang-su. Je dcerou Liou Žuej-lunga, komunistického revolucionáře, účastníka Dlouhého pochodu, války s Japonskem a občanské války, po založení Čínské lidové republiky náměstka ministra zemědělství.
Roku 1964 vstoupila do Komunistické strany Číny, téhož roku nastoupila ke studiu chemie univerzitě Čching-chua, absolvovala roku 1970. Poté pracovala v chemičce v Tchang-šanu v provincii Che-pej, roku 1972 přešla do Pekingského chemického experimentálního závodu, kde byla zaměstnána do roku 1980, naposled jako zástupkyně tajemníka stranického výboru závodu.
Roku 1980 přešla do stranického aparátu, do organizačního oddělení pekingského městského výboru KS Číny, následující rok byla zvolena zástupkyní tajemníka výboru KS Číny v pekingském obvodu Čchao-jang. Od roku 1982 působila ve svazu mládeže, a sice jako členka sekretariátu ÚV Komunistického svazu mládeže Číny a místopředsedkyně, od roku 1985 předsedkyně Všečínské federace mládeže (do 1995). Paralelně působila v zastupitelských sborech, v letech 1983–1988 byla členkou stálého výboru celostátního výboru Čínského lidového politického poradního shromáždění, poté jedno volební období členkou stálého výboru Všečínského shromáždění lidových zástupců, a od roku 1993 byla opět volena členkou stálého výboru celostátního výboru Čínského lidového politického poradního shromáždění, a to po tři volební období, do roku 2008.
Od roku 1991 pracovala v oddělení jednotné fronty ústředního výboru KS Číny jako zástupkyně generálního sekretáře (do 1995) a současně zástupkyně vedoucího oddělení (od roku 1998 první zástupkyně, do 2002). V letech 1990–1994 dálkově vystudovala sociologii na Čínské lidové univerzitě, v letech 1994–1998 při zaměstnání absolvovala postgraduální studium politologie na Ťilinské univerzitě. Na XV. sjezdu KS Číny v září 1997 byla zvolena kandidátkou ústředního výboru.
Na XVI. sjezdu KS Číny v listopadu 2002 byla zvolena členkou ústředního výboru (znovuzvolena 2007 a 2012). V prosinci 2002 převzala vedení oddělení jednotné fronty, v březnu 2003 byla zvolena místopředsedkyní celostátního výboru Čínského lidového politického poradního shromáždění.
Na XVII. sjezdu KS Číny v říjnu 2007 byla zvolena členkou politbyra, po sjezdu (v prosinci 2007) ji v oddělení jednotné fronty nahradil Tu Čching-lin. Již předtím byla jmenována místopředsedkyní ústřední komise pro řízení výstavby duchovní civilizace KS Číny (od listopadu 2007 do listopadu 2017). V březnu 2008 po uplynutí funkčního období opustila místopředsednictví v politickém poradním shromáždění, současně byla jmenována státní poradkyní státní rady, ve státní radě odpovídala za kulturu, vědu, vzdělání a sport. Na XVIII. sjezdu KS Číny v listopadu 2012 byla potvrzena v politbyru, následující rok v březnu v nové vládě povýšila na místopředsedkyni vlády, se stejnou kompetencí (kultura, věda, vzdělání a sport). Vnímána byla jako relativně liberální mezi politiky řídícími oblast kultury a ideologie.
Do vysokých funkcí ji vyzdvihli postupně Ťiang Ce-min, Ceng Čching-chung a Chu Ťin-tchao. S prvními dvěma ji spojovaly rodinné svazky: její otec a adoptivní otec Ťiang Ce-mina se znali z revoluční činnosti ve 20. letech; její otec a otec Ceng Čching-chunga se znali od 50. let, kdy byli funkcionáři v Šanghaji. S Chu Ťin-tchaem úzce spolupracovala v 80. letech, kdy byla jedním z jeho zástupců, když vedl Komunistický svaz mládeže Číny, resp. Všečínskou federaci mládeže.
Na XIX. sjezdu KS Číny v říjnu 2017 pro vysoký věk odešla ze stranických funkcí a v březnu následujícího roku po uplynutí funkčního období vlády opustila i vládní úřady.